# Hugo Vavrečka
Hugo Vavrečka (22. února 1880 Slezská Ostrava – 9. srpna 1952 Brno) byl český novinář, národohospodář, politik a diplomat. Byl dědečkem Václava a Ivana Havlových.

## Mládí
Narodil se ve Slezské Ostravě v domě č. 1 na Hranečníku. Reálku v Moravské Ostravě úspěšně ukončil maturitní zkouškou v roce 1899, poté se přihlásil ke studiu elektrotechniky na německé technice v Brně. Po jeho absolvování v roce 1904 nastoupil vojenskou službu jako jednoroční dobrovolník u rakousko-uherského námořnictva v Pule. V říjnu 1905 se do Brna vrátil, získal místo odborného asistenta na české technice a začal s technickým poradenstvím v oboru strojním a elektrotechnickém. Pozice asistenta na vysoké škole jej neuspokojovala, a proto přešel do redakce Lidových novin, kde měl na starost otázky národohospodářské. Od počátku působení v Lidových novinách rozvíjel svůj literární talent psaním humorných povídek a fejetonů. Pod pseudonymem Hugo Vavris vydal roku 1908 oblíbenou novelu František Lelíček ve službách Sherlocka Holmesa, která se později stala předlohou filmu Lelíček ve službách Sherlocka Holmesa s Vlastou Burianem v hlavní roli.

## Novinářská a diplomatická činnost
Novinářská činnost jej také zavedla na bojiště První balkánské války, kde v roce 1912 působil jako dopisovatel Lidových novin při bulharském hlavním stanu. V této době se již osobně znal s významnými českými politiky i novináři a také se seznámil s Tomášem Baťou. Po vypuknutí první světové války narukoval k námořnímu velitelství v Terstu a od roku 1916 spolupracoval s českými odbojovými politiky z Maffie. Závěr války již předznamenal jeho budoucí diplomatickou kariéru, když v Terstu vytvořil československou vojenskou jednotku a působil zde jako zplnomocněnec československé vlády. Od ledna 1919 působil v československé delegaci na mírové konferenci v Paříži jako národohospodářský expert. Do vlasti se vrátil koncem léta 1919 a již v únoru 1920 nastoupil do funkce generálního konzula v Hamburku. Po dvou letech přesídlil do Budapešti, stal se tak prvním řádným československým vyslancem v Maďarsku. V Budapešti setrval do roku 1926, kdy se přesunul na post vyslance v Rakousku. Při svém působení v Budapešti musel s dostatkem taktu řešit napjaté vztahy obou zemí. Ve Vídni sledoval s velkým znepokojením sbližování Rakouska a Německa, o němž několikrát podrobně informoval. Zklamán politickým vývojem ukončil v roce 1932 svoji diplomatickou misi, odmítl pozici vedoucího národohospodářského oddělení ministerstva zahraničí a vyplnil přání Tomáše Bati, když nastoupil do zlínských závodů. S Tomášem Baťou udržoval vřelý přátelský vztah již od doby vzájemného seznámení. Ve Vídni Baťa Vavrečku pravidelně navštěvoval a radil se o nejrůznějších záležitostech, například v roce 1929 pomáhal Baťovi vyjednat odkoupení zlínského zámku od barona Haupta.

## Práce u firmy Baťa
Hugo Vavrečka k firmě Baťa nastoupil 7. června 1932 na pozici ředitele, kde měl na starosti národohospodářské, obchodní a diplomatické vztahy firmy Baťa s obchodními partnery v prvorepublikovém Československu i zahraničí. Poté, co Tomáš Baťa 12. července 1932 tragicky zahynul, stal se majitelem a šéfem firmy Jan Antonín Baťa. Vavrečka s Dominikem Čiperou zastávali funkce dvou nejvýše postavených zaměstnanců. Vavrečka ve své funkci musel čelit nastoupivší hospodářské krizi, aktivně se podílel na prosazování myšlenky nové autodráhy propojující celé Československo od Chebu na Podkarpatskou Rus, zabýval se také myšlenkou vzájemného propojení řek Dunaje Odry a Labe. V roce 1936 se Vavrečka za pomoci premiéra Hodži stal generálním sekretářem Hospodářského ústředí pro střední Evropu, které se snažilo o prohloubení propojení ekonomik spojenců v Malé dohodě, tedy Československa, Jugoslávie a Rumunska.

## Ministr v československé vládě
V době narůstajícího ohrožení Československa a šířících se útoků ze strany sousedního Německa vzniklo v kabinetu premiéra Milana Hodži ministerstvo propagandy a 16. září 1938 byl do jeho čela jmenován Vavrečka. Ve vládě zůstal i po jmenování vlády generála Syrového i v týdnech následujících po Mnichovské dohodě, avšak již jako ministr bez portfeje, neboť ministerstvo propagandy ztratilo[zdroj?] svůj význam. V době okupace se Vavrečka stáhl ze všech veřejných i politických funkcí. Jakožto jeden z baťovských ředitelů aktivně podporoval vzdělávací aktivity a vše, co napomáhalo rozvoji české vědy a kultury.[zdroj?] Proto po uzavření českých vysokých škol 17. listopadu 1939 také díky Vavrečkovi mohlo mnoho vyučujících i studentů najít práci v Baťových závodech.[zdroj?]

## Poválečné období
Po osvobození v květnu 1945 byla na firmu Baťa a.s. uvalena národní správa a v říjnu 1945 byly závody znárodněny. Vavrečka byl stejně jako všichni vedoucí pracovníci ze svého místa odvolán a z podniku na počátku roku 1946 propuštěn. Zároveň byl obviněn z kolaborace s nacisty, vyšetřován, ale soudem zproštěn obžaloby. Po únoru 1948 čekal Vavrečku nový soud, ve kterém byl 22. prosince 1948 na základě vykonstruovaných důkazů odsouzen na tři roky těžkého žaláře a konfiskaci veškerého majetku. Vězení zůstal ušetřen, neboť na zásah Klementa Gottwalda do věznice nemusel nastoupit. Závěr svého života Vavrečka prožil v pražském bytě své dcery. Zemřel v nemocnici v Brně 9. srpna 1952.
V roce 1997 byl z jeho pozůstalosti vydán výbor nepublikovaných prací pod názvem Život je spíš román.

## Rodina
Dne 21. října 1910 se Hugo Vavrečka oženil s Josefou (Jožkou) Kolbingerovou z Brna. Z manželství se narodili dcera Božena, provdaná Havlová (1913–1970), a syn Ivan (1915–1977).

## Publikace
- František Lelíček ve službách Sherlocka Holmesa. Praha : B. Kočí, 1908 64 s.
- Život je spíš román : (výbor z knižně nepublikovaných prací Huga Vavrečky). Třebíč ; Ostrava : Arca JiMfa ; Jasmín, 1997. 212s. ISBN 80-85766-77-9.